# 飯野おさみ
飯野 おさみ（いいの おさみ、1946年8月23日 - ）は、日本の俳優。愛知県渥美郡（現・田原市）出身。劇団四季所属。男性アイドルグループ・ジャニーズの元メンバー。本名、飯野 修實（いいの おさみ）愛称はオチャミ、チャミ。
渋谷区立代々木中学校→東京都立農業高等学校→日本大学芸術学部。

## 略歴・人物

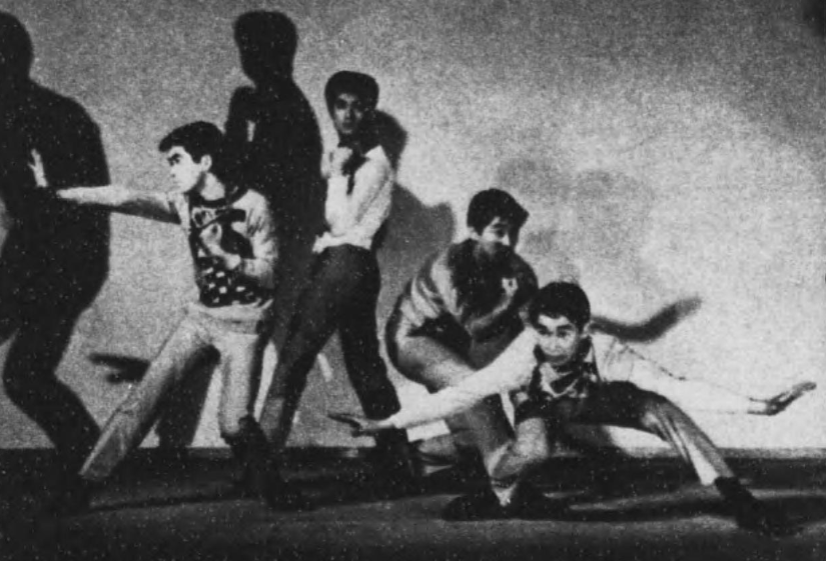
ジャニーズ

- 1962年4月、後にジャニーズ事務所の社長となるジャニー喜多川によって結成された男性アイドルグループ「ジャニーズ」のメンバーになる。他のメンバーは、あおい輝彦、中谷良、真家ひろみ。1964年12月にレコードデビュー。1967年12月31日にグループ解散。
- その後は渡辺プロダクションに移籍して活動していたが、アメリカでダンス修行を経て、1972年に「劇団四季」に入団。ミュージカル俳優に転向した。劇団四季のミュージカル『アプローズ』で共演した雪村いづみと結婚（ただし事実婚）するが、のちに破局。雪村との破局後は劇団四季の元女優・末次美沙緒と結婚。子供をもうけるものの離婚。その後、一般女性と再婚。
- タレントの飯野めぐみは実の娘。
- 生年月日を公表しているジャニーズ事務所在籍経験者では、最も早くに生まれたメンバーでもある。
- 阪神タイガースのファン。
- 喫煙者。

## 出演

### テレビ
- クイズタイムショック（NET＝現・テレビ朝日） - 一般枠で出演。

### ステージ
- 日劇 夏のおどり （1969年7月2日 - 8月24日、日本劇場）

### ミュージカル
- アイーダ （ゾーザー役）
- 赤毛のアン（マシュー・カスバート役）
- アプローズ （ドゥエインフォックス役）
- ウィキッド （オズの魔法使い役）
- ウエストサイド物語 （初代リフ役）
- エビータ （1982年 - 1983年：チェ役）
- キャッツ （1983年 - 1985年：ミストフェリーズ役、1986年 - 1999年：マンカストラップ役、2001年：スキンブルシャンクス役）
- コーラスライン （1979年 - 1993年：マイク役、1991年 - 2006年：ザック役）
- ジーザス・クライスト＝スーパースター （イスカリオテのユダ役）
- ジョン万次郎の夢
- スカーレット
- マイ・フェア・レディ
- マンマ・ミーア! （ハリー・ブライト役）
- 夢から醒めた夢 （アンサンブル）
- リトルマーメイド （セバスチャン役）
- 35ステップス
- 劇団四季 The Bridge ～歌の架け橋～

### 吹き替え
- 警部マクロード『コロラド大追跡』（保安官助手Dewey Cobb役（ジョン・デンヴァー））